# Klimaneutralität
Klimaneutralität bedeutet, dass durch menschliche Aktivität in Summe das Klima nicht beeinflusst wird.
Der Unterbegriff Treibhausgasneutralität wird in der Wissenschaft für Aktivitäten verwendet, bei denen entweder keine Treibhausgase in die Atmosphäre emittiert werden oder bei denen die Emissionen vollständig durch negative Emissionen ausgeglichen werden, es also insgesamt zu keinem Konzentrationsanstieg der Gase kommt. Eine synonyme Bezeichnung ist Netto-null-Emission. Im ersten Fall, also wenn keine Treibhausgase emittiert werden, spricht man auch von Nullemission oder Emissionsfreiheit. In der Politik wird die Bezeichnung Klimaneutralität manchmal synonym zu Treibhausgasneutralität verwendet. Eine solche Verwendung ist missverständlich: Eine treibhausgasneutrale Aktivität kann, etwa durch Albedoänderungen, durchaus Einfluss auf das Klima haben.
Der Unterbegriff CO2-Neutralität besagt in einem engen Sinn, dass kein CO2 emittiert wird oder die CO2-Emissionen vollständig kompensiert werden. Ein in diesem Sinn CO2-neutraler Handlungszusammenhang erhöht zwar nicht die Konzentration des Treibhausgases CO2 in der Atmosphäre, kann aber andere Einflüsse auf das Klima haben, etwa, indem andere Treibhausgase wie Methan oder Lachgas emittiert werden oder – im Beispiel des Luftverkehrs – indem die Wolkenbedeckung geändert wird. CO2-Neutralität ist also nicht gleichbedeutend mit Treibhausgas- oder Klimaneutralität.
Bis 2021 hatten sich die meisten Staaten in ihren national festgelegten Beiträgen des Übereinkommens von Paris langfristige Netto-Null-Ziele gesetzt. Damit bestand für etwa 90 % der weltweiten wirtschaftlichen Aktivität das Ziel, zwischen 2050 und 2070 Netto-Null-Emissionen zu erreichen.

## Terminologisches
Der Begriff der Klimaneutralität und seine Teilbegriffe unterliegen einem Wandel; zudem variieren die Bedeutungen verschiedener Bezeichnungen auch je nachdem, ob sie in wissenschaftlichem, politischem oder unternehmerischem Kontext gebraucht werden.

Der Intergovernmental Panel on Climate Change (IPCC), der alle paar Jahre den Wissensstand zur globalen Erwärmung zusammenfasst, definierte 2018 in seinem Sonderbericht 1,5 °C globale Erwärmung Klimaneutralität als: 

„Concept of a state in which human activities result in no net effect on the climate system. Achieving such a state would require balancing of residual emissions with emission (carbon dioxide) removal as well as accounting for regional or local biogeophysical effects of human activities that, for example, affect surface albedo or local climate.“

„Konzept eines Zustands, in dem menschliche Aktivitäten netto keine Wirkung auf das Klimasystem haben. Um einen solchen Zustand zu erreichen, wäre es erforderlich, dass Restemissionen durch Emissionsentnahme (bzw. CO2-Entnahme) ausgeglichen werden und dass regionale oder lokale biogeophysikalische Effekte menschlicher Aktivitäten berücksichtigt werden, wenn sie beispielsweise die Oberflächenalbedo oder das lokale Klima beeinflussen.“

Der Erdsystemwissenschaftler Myles R. Allen und andere schlugen 2022 vor, den Begriff enger zu fassen: Klimaneutral seien Verhältnisse, in denen menschliche Aktivitäten keine zusätzliche Erwärmung oder Abkühlung der mittleren globalen Temperatur der Erdoberfläche über einen Zeitraum von mehreren Jahrzehnten verursachen. Damit kommt der Begriff dem der Treibhausgasneutralität näher.
Die Umstellung der Wirtschaftsweise mit dem Ziel der Treibhausgasneutralität oder CO2-Neutralität heißt Dekarbonisierung.
In Abwandlung der Klimaneutralität gibt es den englischen Begriff climate-positive („Klima-positiv“), mit dem manchmal Handlungen und Prozesse bezeichnet werden, die netto einen kühlenden Effekt haben und der globalen Erwärmung entgegenwirken sollen. Dazu gehören Projekte, die durch das Schaffen zusätzlicher Kohlenstoffsenken der Atmosphäre so viel CO2 dauerhaft entziehen, dass die Klimawirkung ihrer Emissionen mehr als kompensiert wird. In der Regel wird der Begriff aber in anderen Bedeutungen verwendet, die nicht direkt mit der Klimabilanz zu tun haben, häufig für eine Einstellung, die das Ergreifen von Chancen im Zusammenhang mit Klimaänderungen und Klimaschutzmaßnahmen fokussiert.

## Zielgröße und Handlungsmöglichkeiten
Für das Ausmaß der globalen Erwärmung ist der Gesamtgehalt an Treibhausgasen in der Atmosphäre entscheidend. Handlungen und Prozesse können daher auch dann durch sogenannte Klimakompensation noch treibhausgasneutral gestellt werden, wenn bei ihrer Durchführung Treibhausgasfreisetzungen nicht vermieden wurden oder (noch) nicht vermeidbar waren. Zum einen ist das möglich durch eine entsprechend dimensionierte Emissionsvermeidung an anderem Ort (z. B. durch die Mitfinanzierung eines Projektes zur Gewinnung erneuerbarer Energie), also durch technische Kompensation. Ebenso ist eine biotische Kompensation durch sogenannte Senkenprojekte möglich: Es wird irgendwo auf der Erde eine zusätzliche, dauerhafte Kohlenstoffsenke finanziert. Aufforstung zum Beispiel kann die Nutzung fossiler Brennstoffe nur dann dauerhaft kompensieren, wenn der dabei gebundene Kohlenstoff nicht als CO2 zurück in die Atmosphäre gelangt, weder durch Feuer noch durch Mineralisierung. Das erfordert Endlager für ähnliche Mengen von Kohlenstoff, wie sie aus der Erde geholt werden, in beliebiger Modifikation oder chemischer Verbindung.
Zur Beantwortung der Frage, ob ein Handlungszusammenhang treibhausgasneutral ist, kann die klimaschädigende Wirkung anderer Treibhausgase als CO2 in die Wirkung einer entsprechenden Menge CO2 umgerechnet werden (CO2-Äquivalent) und dann auf dem beschriebenen Weg der technischen oder biotischen Kompensation wieder aus der Welt geschafft werden. Unterschiede in der weiträumig horizontalen, kleinräumig horizontalen, vertikalen und zeitlichen Verteilung klimarelevanter Gase in der Atmosphäre werden bei der Bilanzierung vereinfachend vernachlässigt.
Grundsätzlich sind alle Klimaschutzmaßnahmen, die den CO2-Fußabdruck von konsumierten Gütern oder Dienstleistungen auf Null reduzieren, geeignet, um Treibhausgas- oder CO2-Neutralität zu erreichen. Die konsequenteste Form treibhausgasneutraler Energienutzung ist die Nutzung treibhausgasfreier Energiequellen wie der Sonnen-, Wind- und Wasserenergie. Die Nutzung pflanzlicher, nicht fossiler Brennstoffe ist oft mit weniger Emissionen als die fossiler Brennstoffe verbunden: Das Wachstum der Pflanzen (gleichbedeutend mit CO2-Entzug aus der Luft), die Freisetzung von CO2 bei deren Zersetzung bzw. Verbrennung und das Nachwachsen einer gleich großen Pflanzenmenge stellen einen geschlossenen Kreislauf dar, durch den die CO2-Konzentration der Luft nicht relevant verändert wird. Unter Berücksichtigung der Emissionen aus Erzeugung, Ernte, Transport und Verarbeitung sowie aus Landnutzungsänderungen, alternativen Nutzungsmöglichkeiten und Wachstumszeiträumen fallen in der Klimabilanz von Bioenergiesystemen jedoch zusätzliche Treibhausgasemissionen an, die durch das Pflanzenwachstum nicht ausgeglichen werden. Das Potential einer treibhausgasneutralen Bioenergieerzeugung ist eng begrenzt (zur Treibhausgasneutralität von Holzpellets siehe Nichtfossile Brennstoffe).
Zur Erreichung der angestrebten Neutralität sind bei allen Kompensationsmaßnahmen umfassende Bilanzierungen und Kontrollen notwendig, um sicherstellen zu können, dass die auf technischem oder biotischem Weg zu verbuchende CO2-Kompensationsmenge der tatsächlichen Emissionsmenge entspricht und dass somit die Kompensationsmaßnahme auf die Treibhausgasproblematik ebenso heilend wirkt wie eine entsprechende Emissionsvermeidung. Bei biotischer Kompensation bedarf es außerdem eines guten Konzeptes, um die Kohlenstoffeinbindung auf den Wald- oder Moorflächen zu sichern.
Akteure können die Handlungsmöglichkeiten Vermeiden und Kompensieren im Rahmen ihres Budgets so kombinieren, dass die eigene angestrebte Form der Neutralität mit minimalen Kosten gesichert ist.
Um die Transformation zu Klimaneutralität (sowie die gesellschaftliche Anpassung an veränderte Klimabedingungen) zu finanzieren, sind Aufwendungen von jährlich ca. sieben Prozent des weltweiten Bruttoinlandsprodukts nötig.

## Nichtfossile Brennstoffe
Bei der Freisetzung von Energie durch die Verbrennung kohlenstoffhaltiger Brennstoffe entsteht zunächst immer dieselbe Menge CO2 unabhängig davon, ob es sich um fossile Brennstoffe wie Kohle, Erdgas oder Erdöl oder um nichtfossile Brennstoffe aus Biomasse wie Holz handelt, in beiden Fällen ist die Energie biochemisch gespeicherte Sonnenenergie. Unterschiede bestehen durch unterschiedliche maximale feuerungstechnische Wirkungsgrade der brennstoffspezifischen Verbrennungstechnologien und Heizsysteme.
Die Verbrennung von Biomasse ist nur dann CO2-neutral, wenn die entstehende Menge CO2 vorher durch das Wachstum der Pflanzen in der Biomasse gebunden wurde. In die CO2-Bilanz sind allerdings einzubeziehen:
- der Bilanzstichtag, auf den die CO2-Bilanz sich bezieht
- der Zeitaufwand für die Bindung von freigesetztem CO2. Eine CO2-Neutralität bezieht sich deshalb immer auf einen Zeitraum.
- CO2-Emissionen durch Anbau und Bodenbearbeitung
- CO2-Emissionen durch Düngung und durch das Auftragen von Spritzmittel (incl. deren Herstellung)
- CO2-Emissionen durch Bindung oder Freisetzung von Humus
- CO2-Emissionen durch Verarbeitung und Transport der Biomasse
- Biomasse als CO2-Speicherort und Kohlenstoffsenke.

Durch Außerachtlassung dieser Rahmenbedingungen kann es zu gravierenden Fehleinschätzungen kommen.
Die (geringen) Anteile der Energieverluste für Verarbeitung und Transport der Biomasse vermindern den Nettoeffekt etwas, stellen aber nicht die Methode in Frage. Weitaus bedeutsamer ist der Einfluss der Biomassenutzung auf die Biomasse-Vorräte. Wird Biomasse aus dem Vorrat entnommen, in dem zum Beispiel ein vorhandener Wald als Biomasse verbrannt wird, führt dies leicht nachvollziehbar nicht zu einer Verminderung, sondern zu einer Verstärkung des Treibhauseffekts. CO2-neutral ist die Nutzung nur dann, wenn andernorts, in etwa demselben Zeitraum, dieselbe Menge an, später zu nutzender, Biomasse nachwächst (und dieser Nachwuchs nur einmal in die Gesamtbilanz einbezogen wird). Eine solche, nachhaltig genannte Wirtschaft ist also Voraussetzung der CO2-Neutralität.
Für Viele überraschend ist sie aber noch keine Garant für CO2- oder gar Treibhausgasneutralität. Dies liegt an indirekten Effekten. Zum Beispiel führt eine Änderung der Landnutzung nicht nur in der Biomasse der Pflanzen, sondern auch in derjenigen des Humusvorrats im Boden zu Veränderungen. Wird etwa eine Grünlandfläche umgebrochen, um auf ihr Energiemais anzubauen, wird dadurch aus dem Boden ein Vielfaches der Biomasse durch Humus-Vorratsabbau (siehe auch Bodenerosion) freigesetzt, wie durch die jährliche Nutzung der Ernte eingespart werden kann. Diese „carbon debt“ kann erst nach Jahrzehnten der Nutzung abgetragen werden, bis dahin ist die Bilanz negativ. Wird im Gegensatz dazu ein Acker aufgeforstet, ist aber der positive Effekt entsprechend größer. Wird ein schon länger bestehender Wald genutzt, spielt der Effekt in dieser Form keine Rolle. Aber auch hier sind die Effekte des Biomassevorrats zu beachten. Zum Beispiel besitzen alte, urwaldähnliche Wälder einen höheren Holzvorrat als genutzte Wirtschaftswälder, der Effekt eines Nutzungsverzichts erscheint aber unter den deutschen Bedingungen recht gering. Bereits im gegenwärtigen Zustand nahm der Biomassevorrat der Wälder Europas in den vergangenen 50 Jahren um den Faktor 1,75 zu, so dass nach überwiegender Experteneinschätzung eine energetische Nutzung von Holz aus Wirtschaftswäldern den Kohlenstoffvorrat im System langfristig nicht vermindern muss.
Zu beachten sind also neben der direkten Bilanz immer die dadurch ausgelösten indirekten Effekte; zudem, ob nicht durch veränderte Maßnahmen noch höhere Effekte zu erzielen wären (Opportunitätskosten von Maßnahmen). So ist etwa der Substitutionseffekt von Holz-Biomasse auf fossile Brennstoffe bei Anlage von Kurzumtriebsplantagen höher als bei Nutzung von Wäldern. Langfristige Speicherung, etwa in Bauholz, kann höhere Effekte erzielen als Verbrennen oder auch als Belassen (wo die Biomasse letztlich immer über kurz oder lang durch natürliche Abbauprozesse mineralisiert wird). Die tatsächliche Klimabilanz einer Maßnahme auszurechnen, kann also eine anspruchsvolle Aufgabe sein.

## Staatliche Bestrebungen zur Erreichung von Treibhausgasneutralität

Staaten mit einem Klimaneutralitätsziel (net zero tracker, Stand Okt. 2024) bis:
▨ erreicht (eigene Angabe)
▧ in Diskussion

Im internationalen Übereinkommen von Paris haben die Vertragsparteien vereinbart, die Erderwärmung auf deutlich unter 2 °C (→Zwei-Grad-Ziel) und möglichst unter 1,5 °C zum vorindustriellen Stand zu begrenzen und in der zweiten Hälfte des 21. Jahrhunderts ein Gleichgewicht zwischen anthropogenen Treibhausgasemissionen und der Aufnahme von Kohlenstoff in Senken herstellen zu wollen. Um die Klimaziele einzuhalten, muss die Staatengemeinschaft um die Mitte des 21. Jahrhunderts CO2-Neutralität, um 2070 Treibhausgasneutralität erreichen, anschließend müssen über negative Emissionen die Treibhauskonzentrationen der Atmosphäre wieder gesenkt werden.
Je nach Zählweise hatten im Herbst 2021, im Vorfeld der UN-Klimakonferenz in Glasgow, zwischen 50 und 136 Länder erwogen, Netto-Null-Emissionsziele zum Gegenstand ihrer Klimapolitik zu machen. In der Klassifikation des vom Umweltprogramm der Vereinten Nationen herausgegebenen Emissions Gap Report, der die Klimaziele und -politik der Vertragsparteien auf Vereinbarkeit mit den internationalen Klimazielen analysiert, hatten 49 Staaten und die Europäische Union, die insgesamt für 59 % der Emissionen verantwortlich waren, Netto-Null-Emissionsziele vorgelegt, elf davon hatten sie auch in Gesetzen verankert. Unter den Staaten mit Netto-Null-Ziel waren zwölf der G20-Staaten, darunter Brasilien, Kanada, die USA, die Europäische Union als Ganzes und verschiedene Mitgliedstaaten für sich. Die Klimapolitik der meisten Staaten entsprach jedoch nicht ihren Zielen.
Der net zero tracker des New Climate Institute verzeichnete Ende 2024 101 Staaten, die ein Form von Klimaneutralitätsziel zugesagt bzw. rechtlich oder in politischen Dokumenten verankert oder, in fünf Fällen, nach eigener Auskunft schon erreicht hatten. Weitere 46 Staaten hatten ein solches Ziel als Vorschlag formuliert.
Die, Stand 2023, fünf größten Emittenten von Treibhausgasen haben sich Klimaneutralitätsziele gesetzt: China hat 2021 in einem politischen Dokument „Kohlenstoffneutralität“ bis 2060 festgeschrieben, die USA ein „Netto-Null-Ziel“ bis 2050.  Die Regierung Indiens will bis 2070 eine Form von Klimaneutralität erreichen (siehe auch Energiewende nach Ländern#Indien). Die Europäische Union (EU) insgesamt war 2023 der viertgrößte Emittent; sie hat sich im Europäischen Klimagesetz das Ziel gesetzt, bis 2050 Klimaneutralität zu erreichen. Die Regierung Russlands gab, ebenfalls im Jahr 2021, an, bis 2060 eine Form von Klimaneutralität erreichen zu wollen (siehe auch Energiewende nach Ländern#Russland).
Das Umweltprogramm der Vereinten Nationen (UNEP) untersucht in seinem jährlich veröffentlichten Emissions Gap Report, inwieweit die Klimaziele und die Klimaschutzmaßnahmen der Staaten mit dem von ihnen im Übereinkommen von Paris vereinbarten Ziel übereinstimmt, die globale Erwärmung auf deutlich unter 2 °C, möglichst 1,5 °C zu begrenzen. Stand 2024 würden die staatlichen Klimaziele den Temperaturanstieg lediglich auf 2,6–2,8 °C begrenzen, selbst wenn sie vollständig erreicht werden. Die bis dahin geplanten klimapolitischen Maßnahmen genügen jedoch voraussichtlich nicht, die schon unzureichenden staatlichen Ziele tatsächlich zu erreichen.

### Österreich
Österreich hat das Ziel, den Ausstoß klimaschädlicher Treibhausgase bis 2040 vollständig zu stoppen.

### Deutschland
Das deutsche Klimaschutzgesetz in der am 31. August 2021 in Kraft getretenen Fassung schreibt vor, dass Deutschland bis zum Jahr 2045 Treibhausgasneutralität erreichen muss. Einzelne Bundesländer wollen schon vorher klimaneutral werden, beispielsweise Baden-Württemberg bis 2040. Auch einzelne Städte, wie München und Stuttgart, wollen bereits 2035 klimaneutral sein.
Der Sachverständigenrat für Umweltfragen (SRU) leitete in einem 2020 veröffentlichten Gutachten ein nationales Treibhausgasbudget her, das mit den Klimazielen des Übereinkommens von Paris in Einklang steht. Um ein 1,75 °C-Ziel mit etwa zwei Drittel Wahrscheinlichkeit zu erreichen, darf Deutschland nach 2020 – bei einer Verteilung des globalen Restbudgets zu gleichen Teilen pro Kopf der Weltbevölkerung – maximal noch 6,7 Gt CO2 emittieren. Bei einer in jedem Jahr gleich hohen Emissionsminderung müsste Deutschland im Jahr 2038 treibhausgasneutral sein, um seinen fairen Beitrag zur Einhaltung der Pariser Klimaziele zu leisten. Bei einer zunächst raschen Senkung relativ leicht zu vermeidender Emissionen könnte für die nur schwer zu senkende Restemissionen Zeit gewonnen werden. Zur Einhaltung des anzustrebenden, strengeren 1,5 °C-Ziels bliebe noch ein Budget von 4,2 Gt CO2.

## Kritik an „klimaneutral“-Werbung

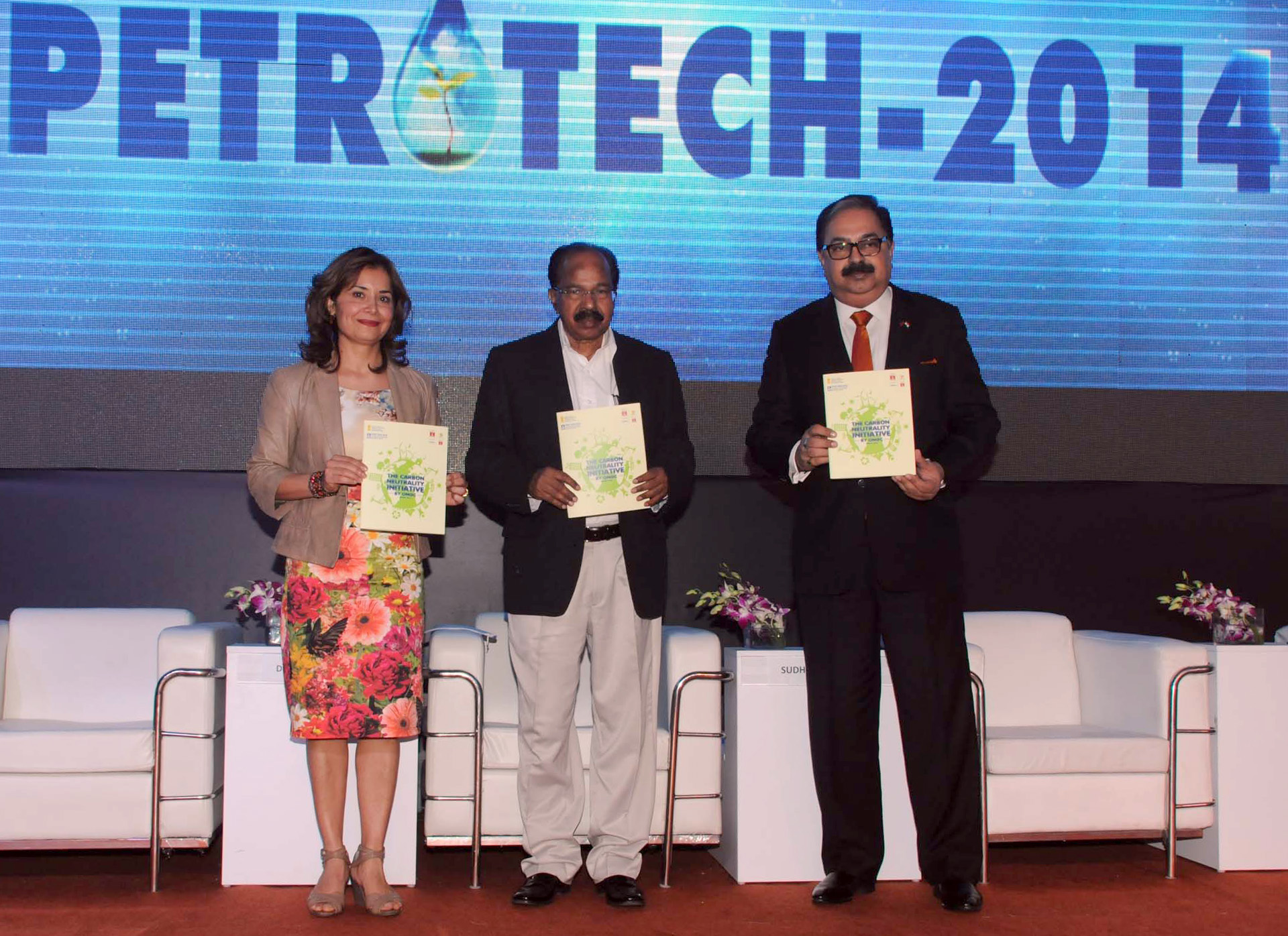
Der damalige indische „Minister für Erdöl und Erdgas“ Veerappa Moily präsentiert auf der 11. International Oil & Gas Conference and Exhibition (PETROTECH 2014, einer internationalen Öl- und Gaskonferenz und -ausstellung) in Noida, Uttar Pradesh, eine „Carbon Neutrality Initiative“

Viele Organisationen und Wissenschaftler lehnen „klimaneutral“-Werbung von Unternehmen ab, wenn diese auf Kompensation beruht. Im Gegensatz zu Staaten mit eigenen Territorien und Kohlenstoffsenken sei Klimaneutralität für Unternehmen nicht erreichbar. Der Begriff werde für Greenwashing-Zwecke missbraucht. Die Ökonomin Claudia Kemfert schreibt beispielsweise: „Die vernünftige Idee der CO2-Kompensation wird durch Tricks pervertiert.“
Die Werbeaussage „klimaneutral“ ist weder durch europäisches noch deutsches Recht definiert. Dementsprechend gibt es auch keine Vorgabe, dass Unternehmen die eigenen Emissionen reduzieren müssen. Stattdessen können sie CO2-Gutschriften kaufen und damit die Emissionen kompensieren. Die Organisation foodwatch bezeichnet dies als „modernen Ablasshandel“. „Werbesiegel wie ‚klimaneutral‘ sagen nichts über die Umweltfreundlichkeit eines Produkts aus.“ Auch die Verbraucherzentralen und die Deutsche Umwelthilfe fordern deshalb ein Verbot von Werbung mit angeblicher „Klimaneutralität“.
Carbon Market Watch untersuchte gemeinsam mit dem New Climate Institute die Netto-Null-Versprechen von diversen Unternehmen. Das Ergebnis: Anstatt eine hundertprozentige Reduktion der Emissionen zu planen, ist dies nur für 40 Prozent der Emissionen geplant – trotz Klimaneutral-Behauptung.
Kompensation wird aus mehreren Gründen als oft nicht glaubwürdig angesehen:
- mangelnde Zusätzlichkeit: Viele Projekte wären auch umgesetzt worden, ohne CO2-Gutschriften zu verkaufen. Beispielsweise sind die Kosten für Windkraft und Wasserkraft massiv gesunken. Der Bau solcher Anlagen lohnt sich meist auch ohne CO2-Gutschriften.[40]
- fehlende Permanenz: Viele Treibhausgase bleiben für Jahrhunderte in der Atmosphäre.[41] Kompensationsprojekte hingegen haben eine Laufzeit von wenigen Jahrzehnten. Und auch für diesen Zeitraum können sie nicht garantieren, dass beispielsweise Wälder keinem Waldbrand zum Opfer fallen.
- Berechnungsfehler: Die Menge der CO2-Gutschriften eines Kompensationsprojektes wird komplex berechnet. Die Grundlage dafür ist ein Referenz-Szenario: Was wäre ohne das Projekt passiert? (Baseline) Wäre der Wald wirklich in genau dem Maße abgeholzt worden? Dieses Szenario ist rein hypothetisch und kaum überprüfbar. Hinzu kommen weitere mögliche Fehlerquellen in den Berechnungen.[40]
- Verlagerungen (Leakage): Selbst wenn beispielsweise ein Wald vor Abholzung geschützt wird, kann es sein, dass sich der Holzeinschlag woandershin verlagert, also beispielsweise internationale Firmen in andere Länder ausweichen und dort Wald abholzen.[42]
- Doppelzählungen: Theoretisch können die Einsparungen eines Klimaschutzprojektes doppelt gezählt werden: Sowohl von dem Staat, in dem das Projekt durchgeführt wird – als auch in dem Staat, aus dem ein Unternehmen CO2-Gutschriften kauft und damit die eigene CO2-Bilanz verbessern möchte.[43] (auch genannt: Doppelte Inanspruchnahme)

Es gibt Produkte, die trotz einer immensen Klimawirkung als „klimaneutral“ beworben werden. Beispielsweise nannte sich die Fußball-WM in Katar „klimaneutral“, obwohl massive Emissionen im Wüstenstaat anfielen. Die Deutsche Umwelthilfe verklagte den Mineralölkonzern Total für irreführende Klimaneutral-Werbung. Und foodwatch mahnte Rewe dafür ab, ein Fleisch-Produkt als gut für das Klima zu bewerben. Nach einem Urteil das Bundesgerichtshofes (BGH) aus dem Juni 2024 dürfen Unternehmen mit dem Begriff „klimaneutral“ nur dann werben, wenn von ihnen in der Werbung selbst erklärt wird, was dies konkret bedeutet.
Diesem Greenwashing möchte die Europäische Kommission mit neuen Gesetzen begegnen: Die Green-Claims-Richtlinie soll Anforderungen an Umweltwerbung stellen. Bis Ende März 2026 muss diese auch in nationales Recht umgesetzt werden. ClimatePartner reagierte bereits auf die Kritik und setzt künftig ausschließlich auf die Labels „ClimatePartner-zertifiziert“ und „Finanzieller Klimabeitrag“, auf den Begriff ‘klimaneutral’ wird hingegen bewusst verzichtet. Ergänzend soll ab September 2026 die sogenannte EmpCo-Richtlinie („Empowering consumers for the green transition“) die Verbraucherrechte weiter stärken.